# Bruno Santos Ventura
Bruno Santos Ventura (Lisbona, 28 aprile 2001) è un calciatore portoghese, centrocampista dell'Oliveirense.

## Carriera
Ventura è un prodotto dei settori giovanili di Benfica, Povoense, Belenenses, Sacavenense e Vitória Setúbal. Il 16 giugno 2020 ha firmato il suo primo contratto professionistico con il Vitória Setúbal fino al 2022, dopo un'ottima annata con la formazione Under-23. Il 31 gennaio 2022 si è trasferito al Rio Ave in Primeira Liga con un contratto fino al 2025. Ha fatto il suo debutto professionistico il 13 dicembre 2022 in un incontro di Taça da Liga vinto per 2-1 contro il Farense.

## Statistiche

### Presenze e reti nei club
Statistiche aggiornate al 22 ottobre 2023.
| Stagione        | Squadra         | Campionato      | Campionato | Campionato | Coppe nazionali | Coppe nazionali | Coppe nazionali | Coppe continentali | Coppe continentali | Coppe continentali | Altre coppe | Altre coppe | Altre coppe | Totale | Totale | Totale |
| Stagione        | Squadra         | Comp            | Pres       | Reti       | Comp            | Pres            | Reti            | Comp               | Pres               | Reti               | Comp        | Pres        | Reti        | Pres   | Reti   |        |
| --------------- | --------------- | --------------- | ---------- | ---------- | --------------- | --------------- | --------------- | ------------------ | ------------------ | ------------------ | ----------- | ----------- | ----------- | ------ | ------ | ------ |
| 2020-2021       | Vitória Setúbal | CdP             | 25         | 9          | CP              | 0               | 0               |                    | -                  | -                  |             | -           | -           | 25     | 9      |        |
| 2021-gen. 2022  | Vitória Setúbal | TL              | 15         | 2          | CP              | 1               | 0               |                    | -                  | -                  |             | -           | -           | 16     | 2      |        |
| 2022-2023       | Rio Ave         | PL              | 3          | 0          | CP+Cdl          | 0+1             | 0               |                    | -                  | -                  |             | -           | -           | 4      | 0      |        |
| 2023-2024       | Rio Ave         | PL              | 6          | 0          | CP+Cdl          | 1+1             | 0               |                    | -                  | -                  |             | -           | -           | 8      | 0      |        |
| Totale carriera | Totale carriera | Totale carriera | 49         | 11         |                 | 4               | 0               |                    | -                  | -                  |             | -           | -           | 53     | 11     |        |